# FFH-Gebiet Rantzau-Tal

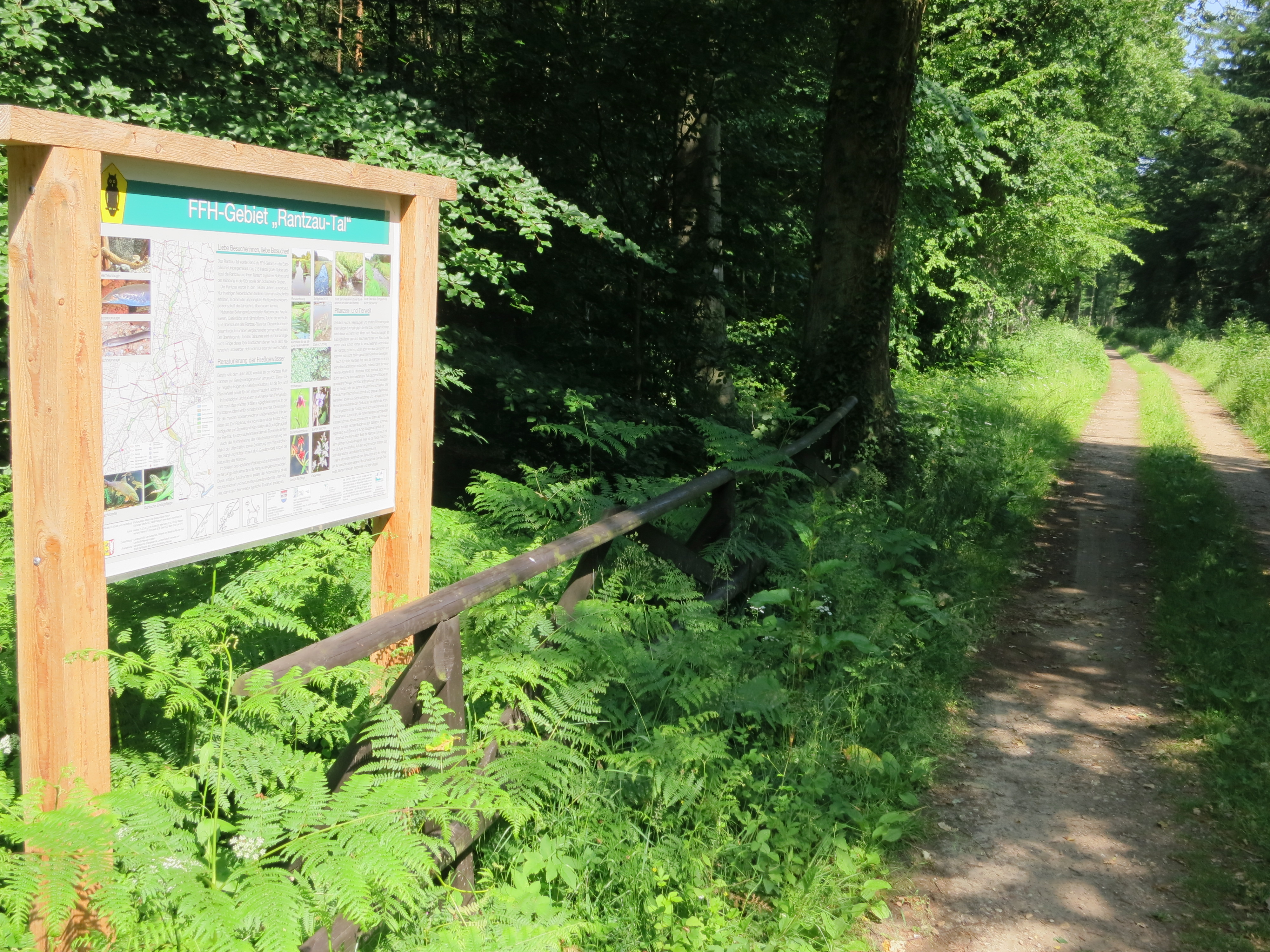
Informationstafel am Schmabeker Weg an der Querung des Lübschen Baches, Juni 2014

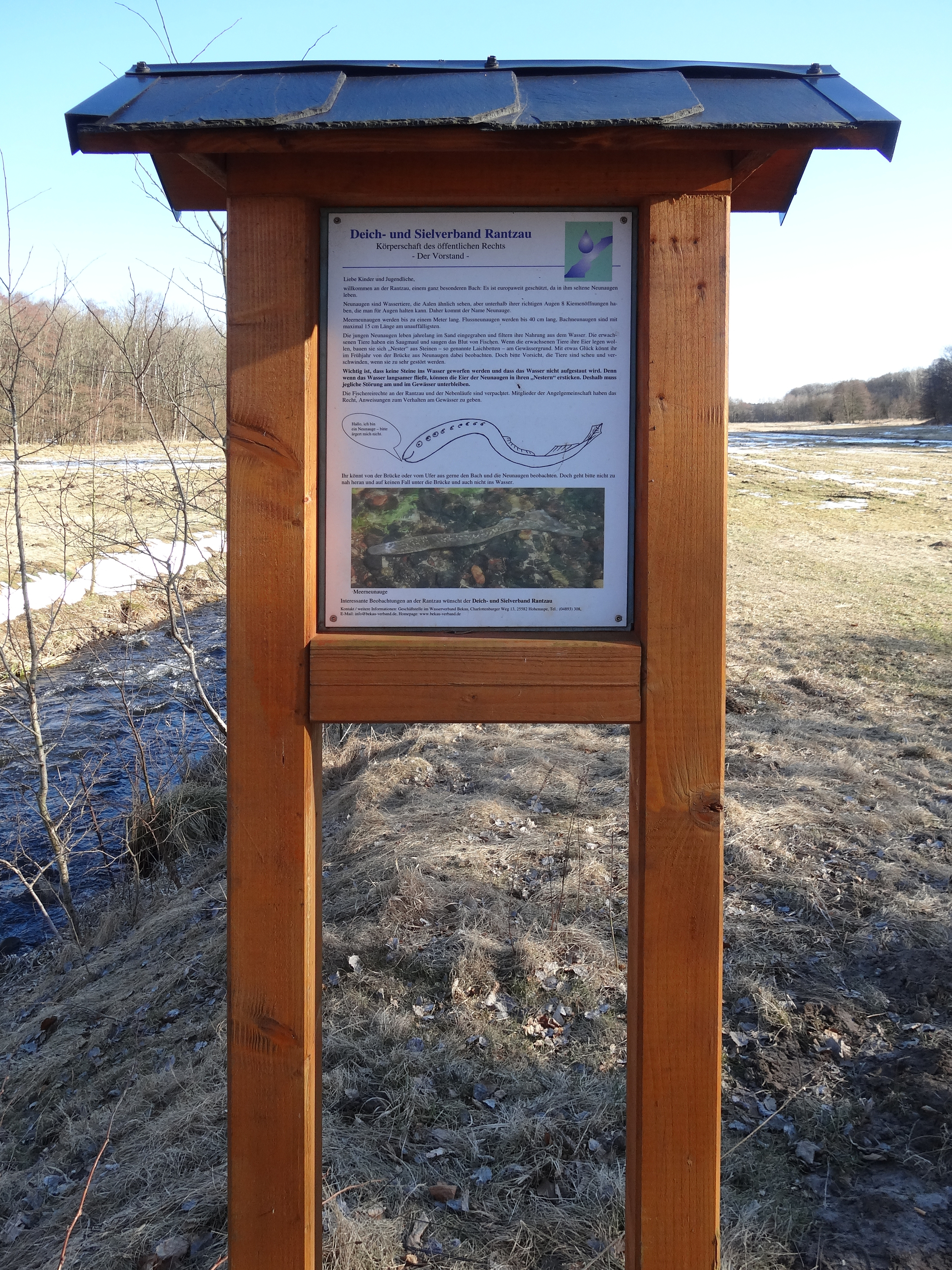
Informationstafel an der Rantzau nahe der Pionierbrücke

Das FFH-Gebiet Rantzau-Tal ist ein staatlich für das Schutzgebietssystem Natura 2000 ausgewähltes und 2004 an die Europäische Union gemeldetes FFH-Gebiet im Kreis Steinburg, Schleswig-Holstein.

## Umfang
Das Gebiet umfasst die Rantzau ab dem Hohenlockstedter Ortsteil Ridders (also ohne ihren Quelllauf) bis zu ihrer Mündung in die Stör sowie den Lübschen Bach von seiner Quelle im Lübschen Gehölz (Itzehoer Stadtforst) bis zur Mündung in den Schlotfelder Graben (Stormsteichbach) und den Schlotfelder Graben von dort bis zu seiner Mündung in die Rantzau. Neben den Gewässern gehören auch deren Uferbereiche und Talräume mit zum Schutzgebiet. Insgesamt beträgt die Schutzgebietsfläche etwa 215 ha (2,15 km²). Es liegt auf den Gebieten der Gemeinden Hohenlockstedt, Schlotfeld, Itzehoe, Winseldorf und Kollmoor.

## Tier- und Pflanzenwelt (Fauna und Flora)
In den geschützten Gewässern kommen neben der Bachforelle das Bachneunauge, das Flussneunauge und das Meerneunauge vor, ferner Große Eintagsfliege und Flussmützenschnecke.
In den Gewässerabschnitten mit höherer Fließgeschwindigkeit kommen Wassersterne, Berle und Schild-Wasserhahnenfuß vor; in den Abschnitten mit geringerer Fließgeschwindigkeit (ab Winseldorf) die Gelbe Teichrose.
Auf den verbliebenen Bruchwald- und Moorflächen des Talraumes sind Sumpf-Blutauge, Sumpf-Veilchen, Fieberklee und Igel-Segge anzutreffen; auf den Wiesen des Störtals die Schachblume.

## Schutzziel
Nachdem die Rantzau in den 1960er Jahren ausgebaut (begradigt sowie mit Sohlabstürzen versehen) wurde, blieben nur in einigen Nebengewässern naturnahe Lebensräume erhalten. Populationen von Bachforelle und Bachneunauge blieben vorhanden, aber voneinander isoliert.
Ab dem Jahr 2000 wurde das Gewässersystem der Rantzau in mehreren Schritten renaturiert und die Gewässer wieder durchgängig gemacht, insbesondere durch das Ersetzen von Sohlabstürzen durch Sohlgleiten. In der Folge laichen auch wieder Flussneunauge und Meerneunauge im Rantzausystem.
Das Ziel des Schutzes ist die Erhaltung eines vielgestaltigen Fließgewässersystems mit auentypischen Strukturen, insbesondere als Laichplatz und Aufwuchsgebiet von Neunaugen.

## Bilder

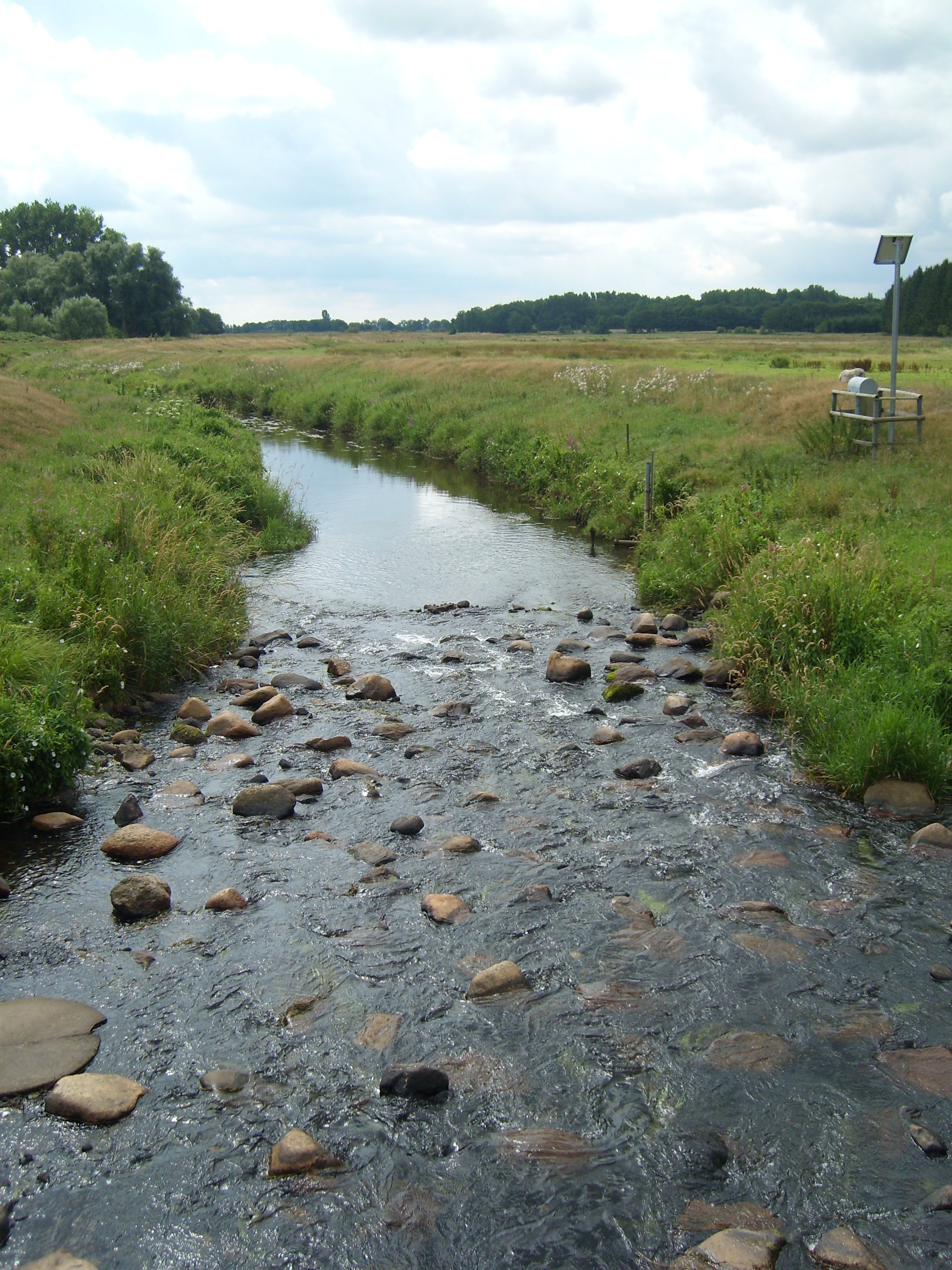
Die Rantzau in Winseldorf, August 2010
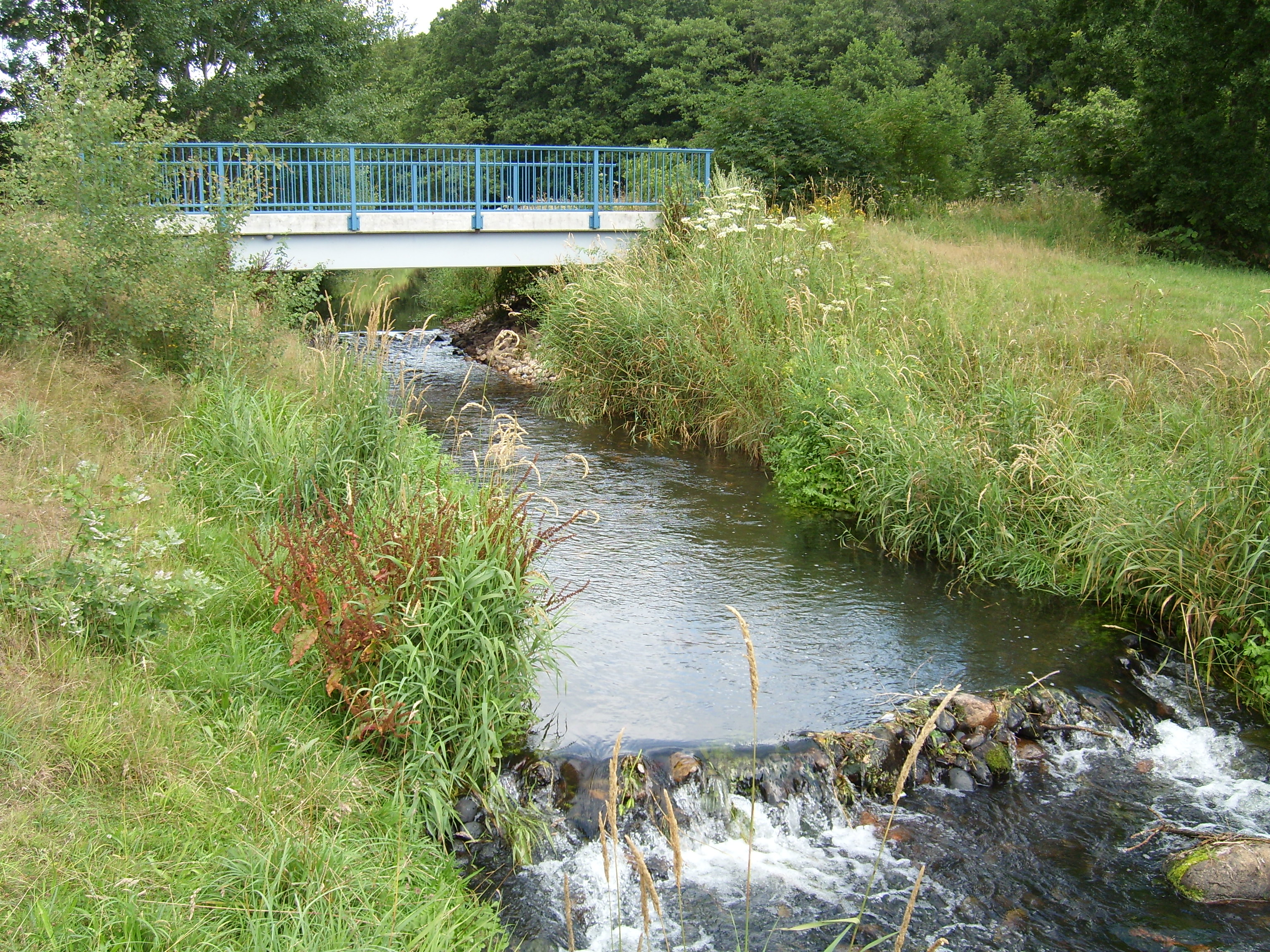
Die Rantzau an der Pionierbrücke in Hohenlockstedt, August 2010
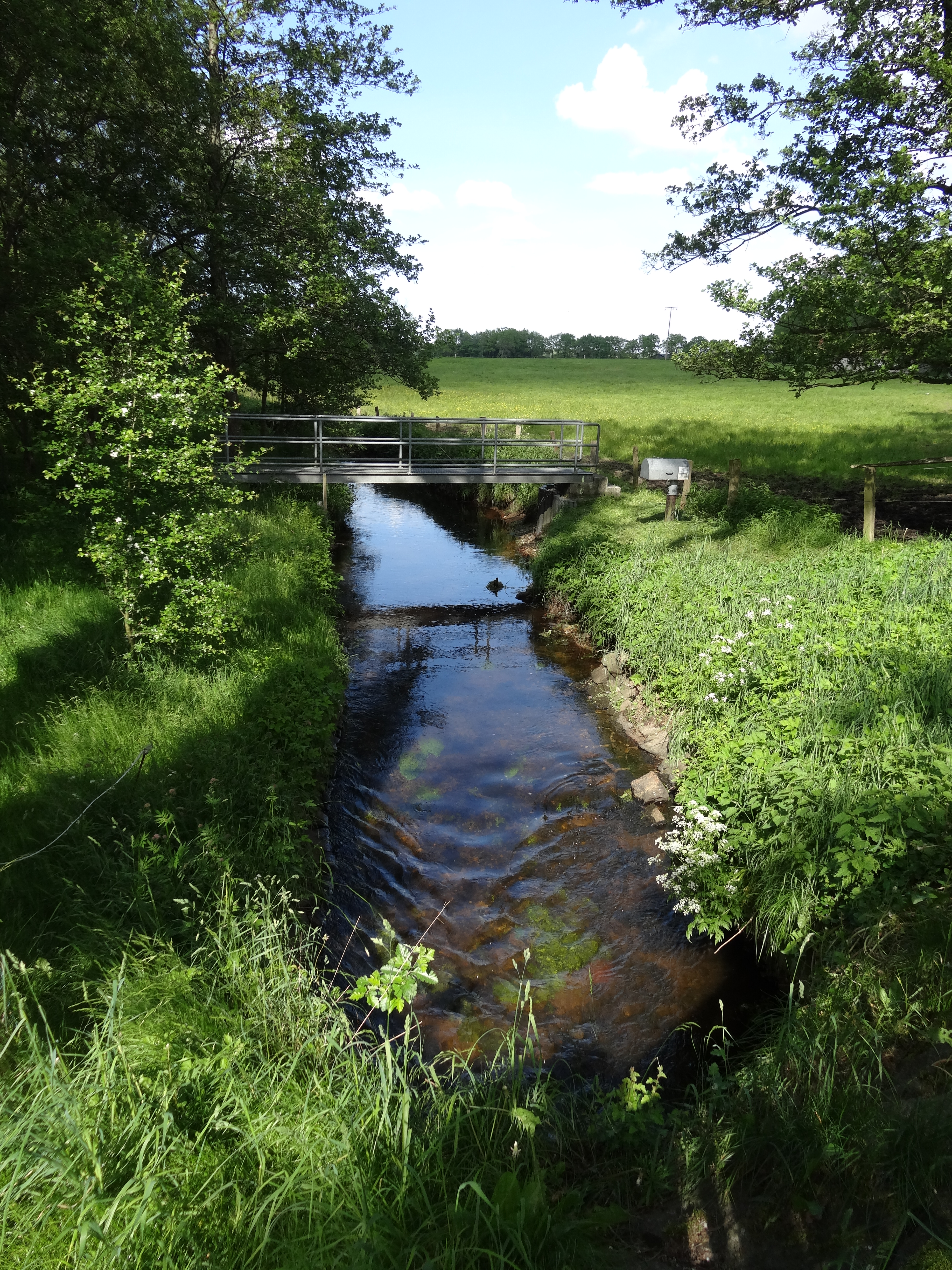
Die Rantzau in Ridders, Juni 2013
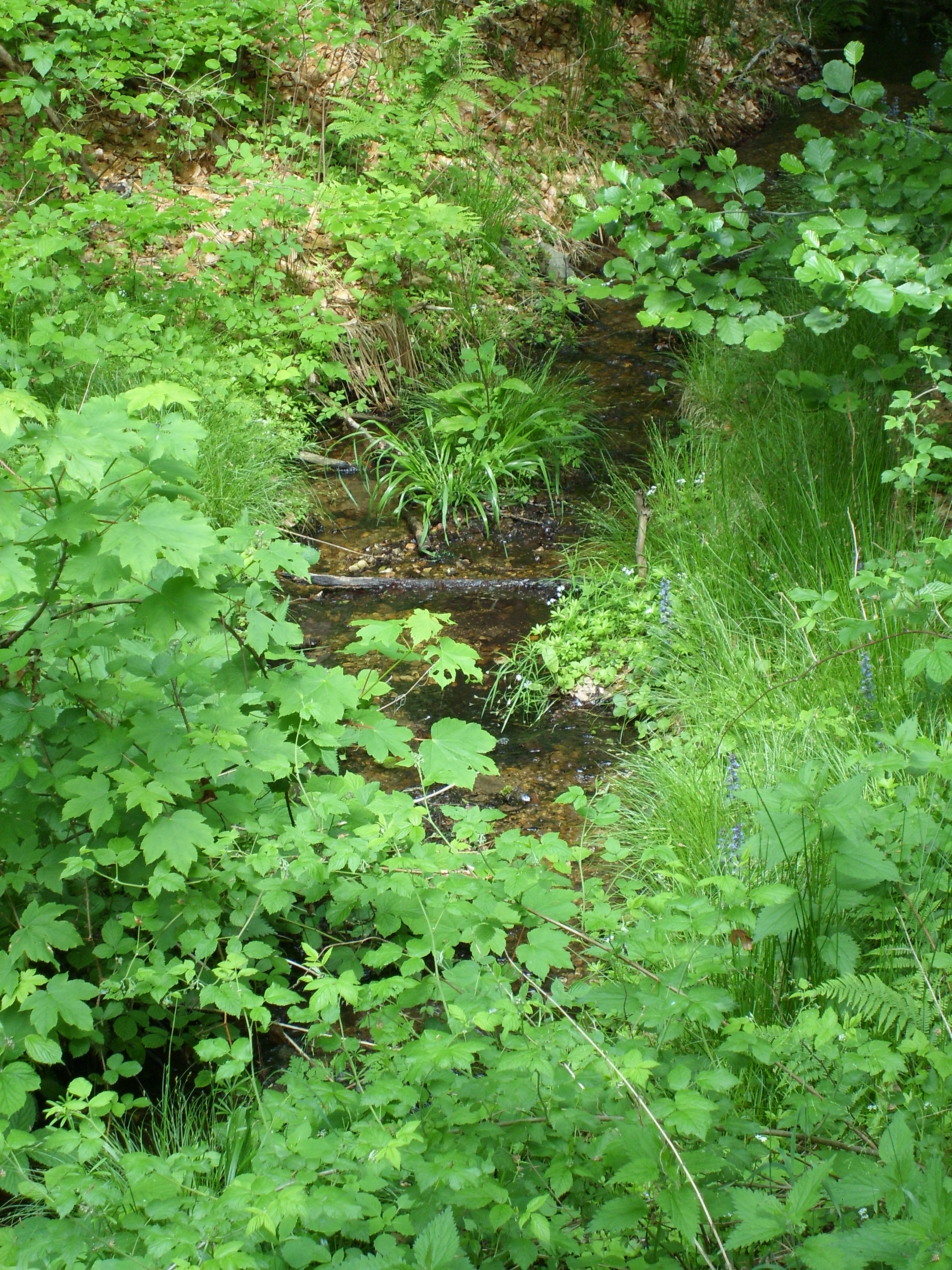
Der Lübsche Bach im Lübschen Gehölz, Mai 2011